# Styrelsen for Videregående Uddannelser
Styrelsen for Videregående Uddannelser er en styrelse i Uddannelses- og Forskningsministeriet. Styrelsen for Videregående Uddannelser har ansvaret for at varetage udviklings- og forvaltningsopgaver i forhold til de videregående uddannelser og uddannelsesinstitutioner. Det er også styrelsen ansvar at varetage udviklings- og forvaltningsmæssige opgaver, der vedrører statens uddannelsesstøtte (SU), statens voksenuddannelsesstøtte (SVU) samt en række andre særlige støtteordninger for skoleelever og studerende under uddannelse. 
Styrelsen for Videregående Uddannelser blev etableret per 1. oktober 2013 og erstatter de to tidligere styrelser, Styrelsen for Videregående Uddannelse og Uddannelsesstøtte og Styrelsen for Universiteter og Internationalisering. 